# Тарабановы
 Тарабановы  — деревня в Орловском районе Кировской области. Входит в состав Орловского сельского поселения.

## География
Расположена на расстоянии примерно 8 км по прямой на север от райцентра города Орлова.

## История
Известна с 1727 года как деревня Бранинская с 2 дворами, в 1763 35 жителей, в 1802 8 дворов. В 1873 году здесь (Бранинская или Тарабаны) дворов 12 и жителей 71, в 1905 16 и 96, в 1926 (Тарабаны или Брагинская, Браннинская) 19 и 89, в 1950 (Тарабановы) 21 и 56, в 1989 4 жителя. С 2006 по 2011 год входила в состав Колковского сельского поселения. Ныне имеет дачный характер.

## Население
Постоянное население составляло 3 человека (русские 100%) в 2002 году, 0 в 2010.